# Brian Howe
Brian Howe, właśc. Brian Anthony Howe (ur. 22 lipca 1953 w Portsmouth, zm. 6 maja 2020 w Lake Placid) – angielski piosenkarz rockowy i kompozytor, najlepiej znany z zastąpienia Paula Rodgersa jako główny wokalista Bad Company. Kariera Howe’a rozpoczęła się w 1983 roku, kiedy Ted Nugent zwerbował go do obsługi wokalu głównego na albumie Penetrator i poprowadził jego kolejną światową trasę koncertową.

## Biografia
Howe urodził się w Portsmouth w Anglii 22 lipca 1953 roku. Śpiewał z lokalnym zespołem Shy, który miał jeden niewielki hit w Wielkiej Brytanii, ale szybko zrezygnował, szukając mocniejszego zespołu rockowego. Przez krótki czas pracował z grupą White Spirit z NWOBHM, zastępując niedawno zmarłego piosenkarza Bruce’a Ruffa. Jednak grupa szybko upadła, a Howe nigdy nie nagrał z nimi albumu. Jedyny utwór, „Watch Out”, ukazał się na kompilacji kasety Neat Records 60 Minutes Plus w 1982 roku, wydanej także na winylu jako All Hell Let Loose przez Neat w połączeniu z włoską wytwórnią Base Records w 1983 roku. Wydany na płycie CD przez amerykańską wytwórnię Prism Entertainment na ich kompilacji Metal Minded w 1987 roku.

## Śmierć
Howe zmarł z powodu nagłego zatrzymania krążenia w dniu 6 maja 2020 roku podczas podróży do szpitala na Florydzie. W przeszłości przechodził też inne problemy kardiologiczne, w tym zawał serca w 2017 roku. Miał 66 lat.